# フリードラント城

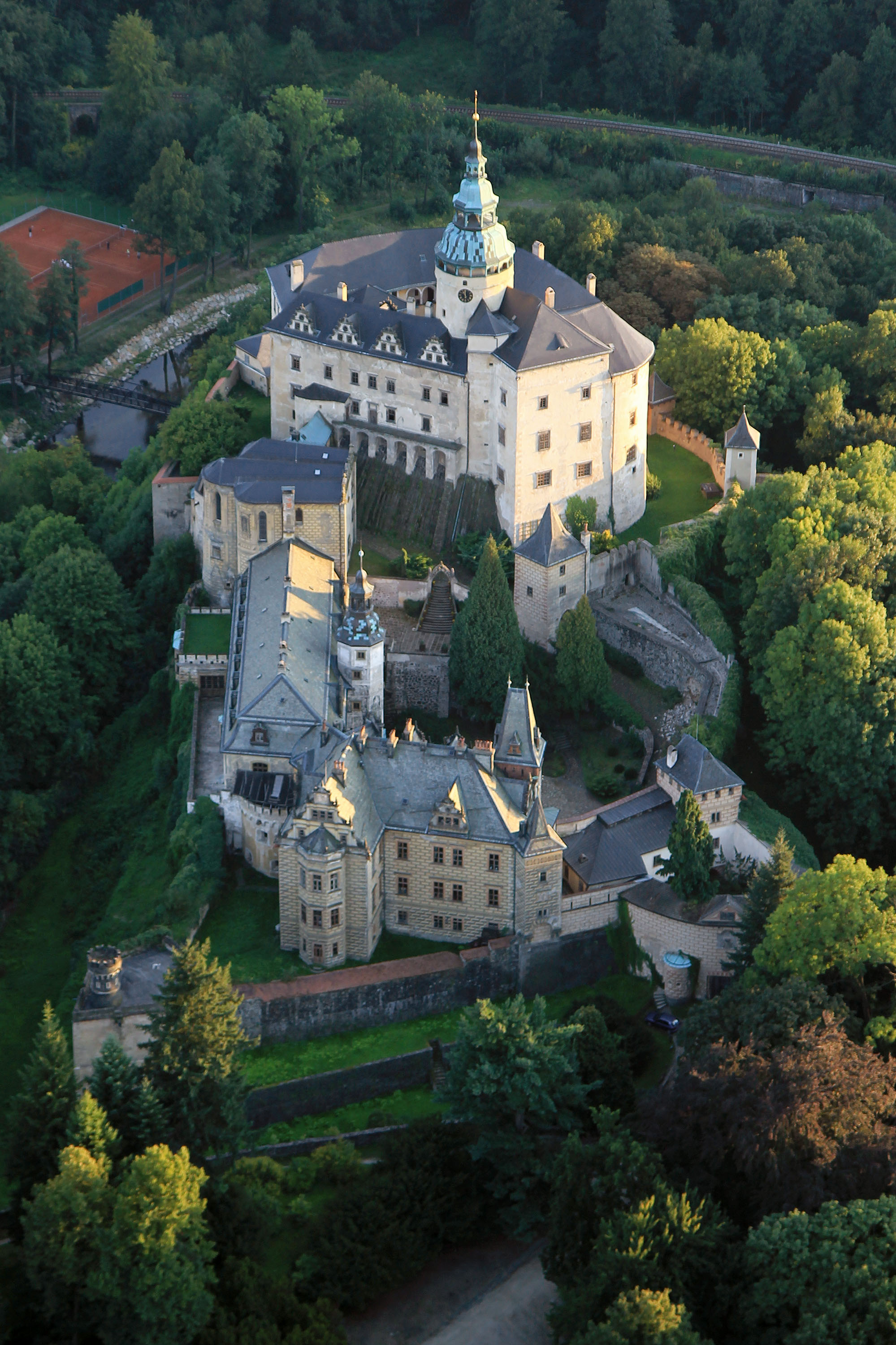
フリードラント城 (空撮)

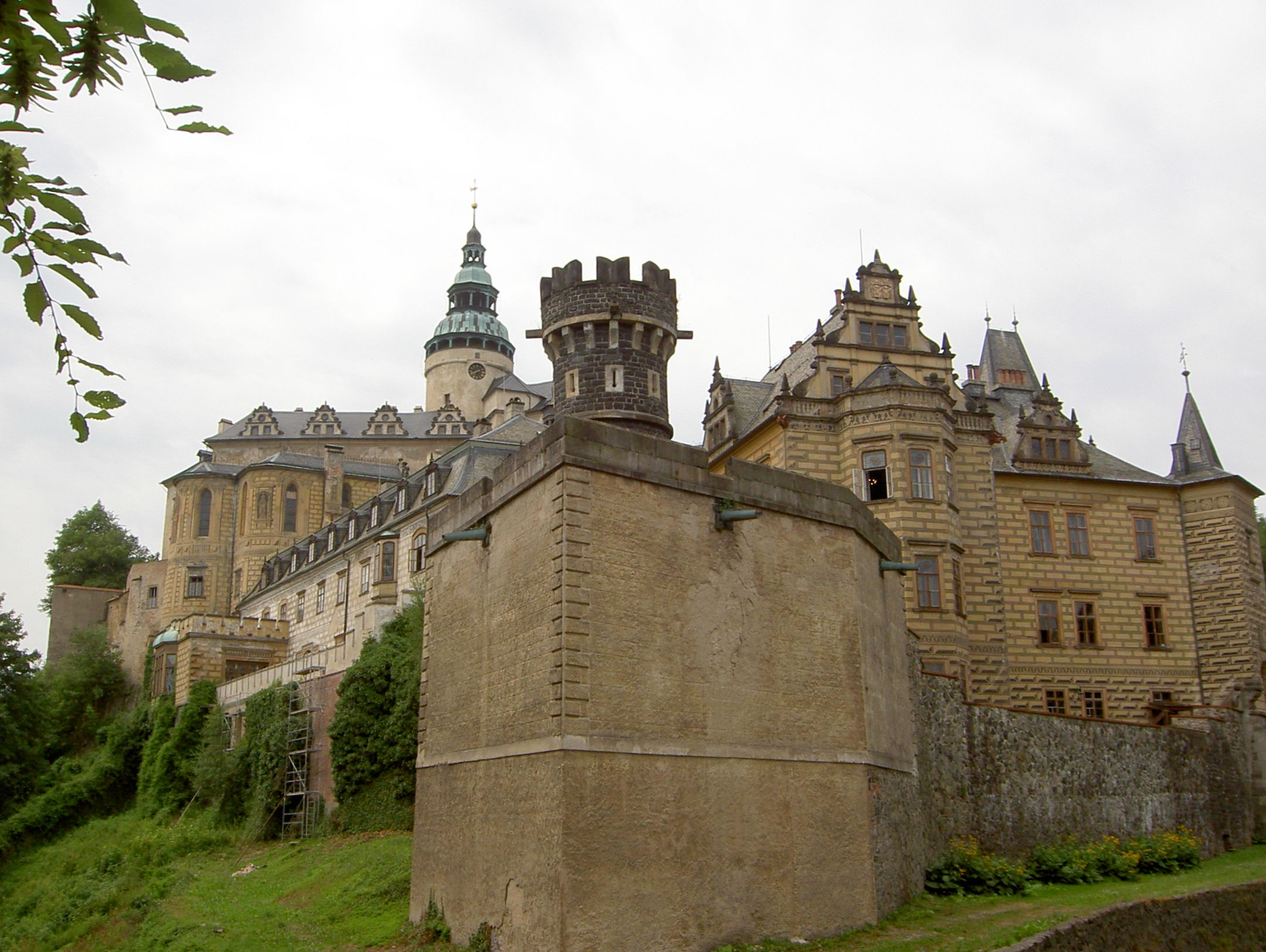
北東から見たフリードラント城

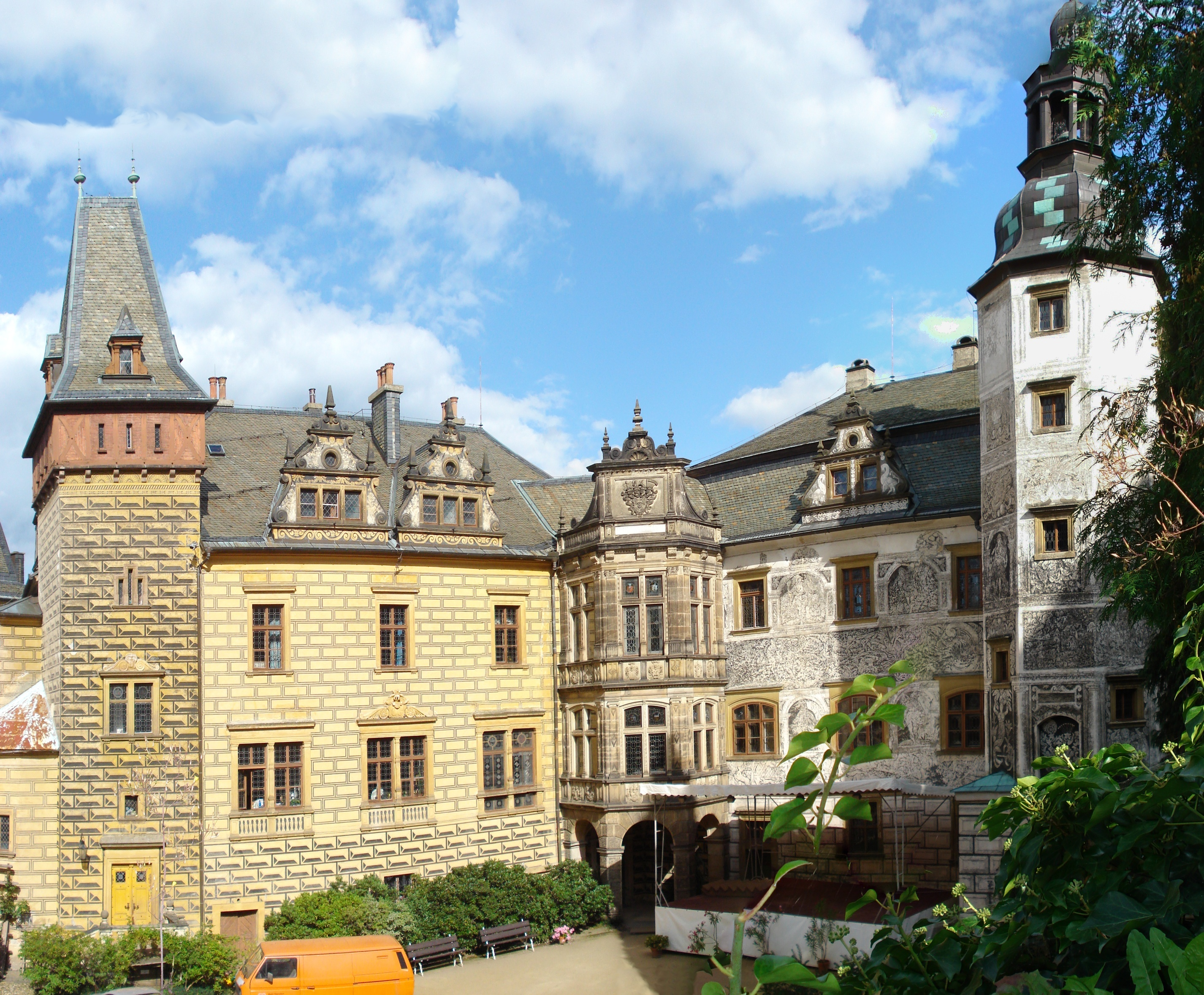
城の中庭

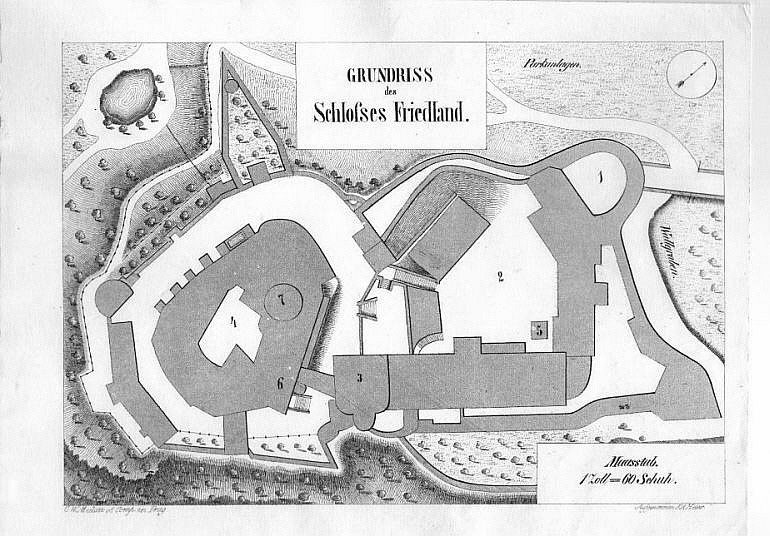
1850年頃のフリートラント城の平面図

フリードラント城（フリードラントじょう、チェコ語: Schloss Frýdlant、ドイツ語: Friedland）は、チェコ共和国、オクレスリベレツのフリードラント（Frýdlant v Čechách）の町の郊外にある。1621年から1634年まで、この城はアルブレヒト・フォン・ヴァレンシュタインが所有していた。

## 歴史
この城は、初期ゴシック様式のもので、ロノフ家によって建てられた。現在も、建物の主役になっている円塔の中心部分もこの時代に建てられたものである。
1278年に城はビーベルシュタインの領主の所有となり、領主たちは城にさらに多くの建物を増築した。
1558年4月1日、フリードリヒ・フォン・レーデルンはフェルディナント1世皇帝から4万ターラーでフリートラントの城と領地を獲得した。彼に続いて息子たちが領主となったが、 1591年以降はメルヒオール・フォン・レーデルン元帥（1555年 - 1600年）のみが領主として残った。イタリア人建築家マルコ・スパツィオの設計によると、城下の外郭にあった複合施設は、1600年頃にファサードにスグラッフィート装飾が施された3階建ての翼部を持つ宮殿へと拡張された。この建設段階では、後期ルネサンス様式の主祭壇を備えた新しい城の礼拝堂も建設されている。
息子のクリストフ・フォン・レーデルンは、1620年にボヘミアの反乱軍（とその冬王フリードリヒ1世）に仕える竜騎兵将校として、白山の戦いでハプスブルク家の支配に対して戦った。
反乱軍の敗北後、彼はフリートラント城に戻り、その後すぐに反乱軍の指導者としてバウツェンから逃亡した従弟のヨアヒム・アンドレアス・フォン・シュリックを匿った。シュリックは1621年3月18日に侵攻してきたザクセン選帝侯軍によってここで逮捕され、ドレスデンに連行された。レーデルンはシレジアとポーランドに逃亡し、財産は没収された。1621年6月21日にザクセン選帝侯によってプラハの帝国特別法廷に引き渡されたシュリックの処刑の日に、フリートラントとライヒェンベルクの領地は帝国軍大佐アルブレヒト・フォン・ヴァレンシュタインに担保として提供され、ヴァレンシュタインは1年後に15万ボヘミア・ギルダー（ただし、これはデ・ヴィッテのインフレ・ギルダーであった）でそれらを取得した 。彼は、この領地を、同時期に獲得しボヘミアのさらに南に位置していたギッチンの領地と結びつけた。ヴァレンシュタインは領地を所有していたため、1625年にフリートラント公爵に昇格した。 
彼が 1634年に暗殺された後、彼の財産も没収され、領地は帝国軍の司令官であった対立者のマティアス・ガラスに売却された。 1757 年から 1945 年までは、ガラス伯爵家、後にクラム=ガラス伯爵家が所有していた。
17 世紀末の城の火災の後、初期バロック様式の再建が追加された。
城内の50の部屋が一般公開されている。内部は過去 4 世紀に作られた家具で構成されている。 19 世紀の歴史主義様式の部屋が数多く完全に保存されており、1945 年まで所有者の家族が居住区として使用していた (特に 1600 年頃に建てられたルネッサンス様式の翼棟)。 
ここでは、この時代からのオリジナルの可動式設備が、珍しいほど完全な状態で保存されている。武器庫やパイプ展示の 他、陶磁器なども見ることができる。城の厨房は 20 世紀初頭に建てられたもので、銅やピューター製の食器のコレクションが収められている。オーブンとグリルは両方ともまだ機能している。
1922年2月、フランツ・カフカは近くのスピンドラーミューレでの休暇中に、小説『城』の執筆を始めた。彼の自伝的著作の中には小説『城』小説の起源について言及するものはほとんどない。しかしながら、フリードラント城がこの素材の最初のインスピレーションを与えた可能性もあると考えられている。その後、カフカはオラヴァ城(de:Arwaburg)からそう遠くないハイタトラ山脈に滞在した。そこでは1921年にF・W・ムルナウの映画『吸血鬼ノスフェラトゥ』が撮影された。両方の城は彼にとってインスピレーションの源となった可能性がある。 
琥珀の間についての最近の研究の中でこのフリードラント城が手がかりの一つではないかという報告が出てきている。 1945年2月には、多数の木箱が運び込まれ、城の地下室に壁で囲まれたと言われている。

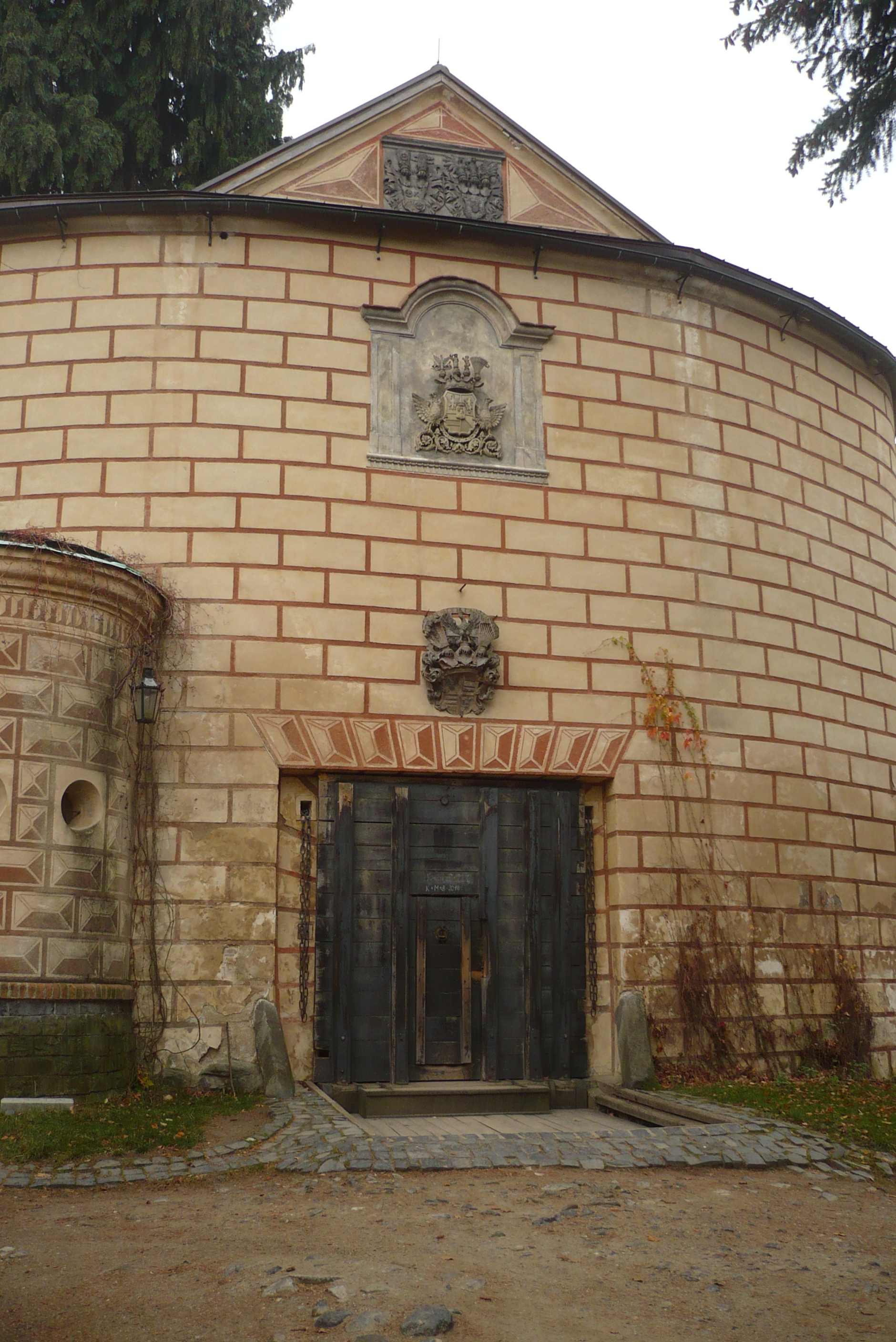
紋章
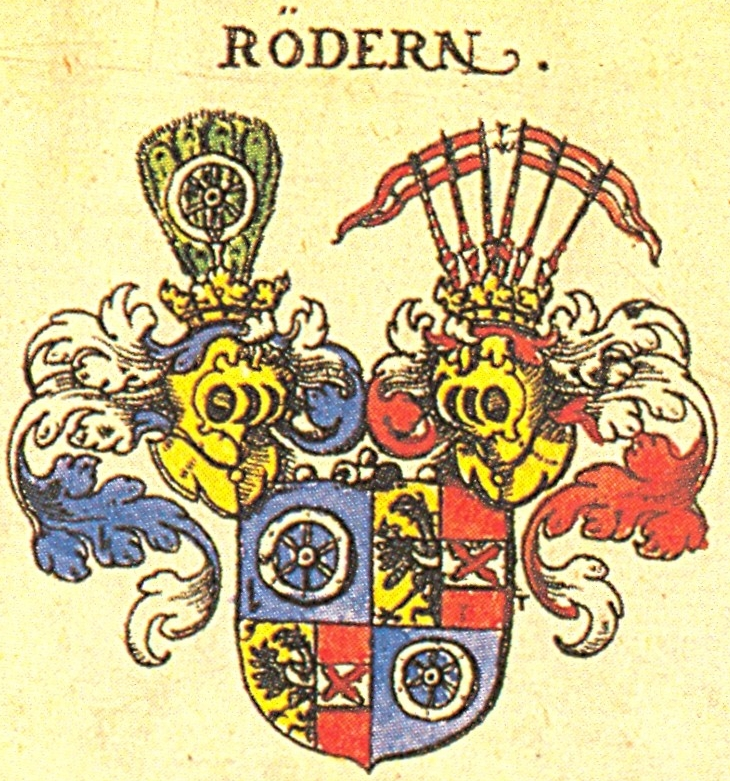
レーデルンの紋章
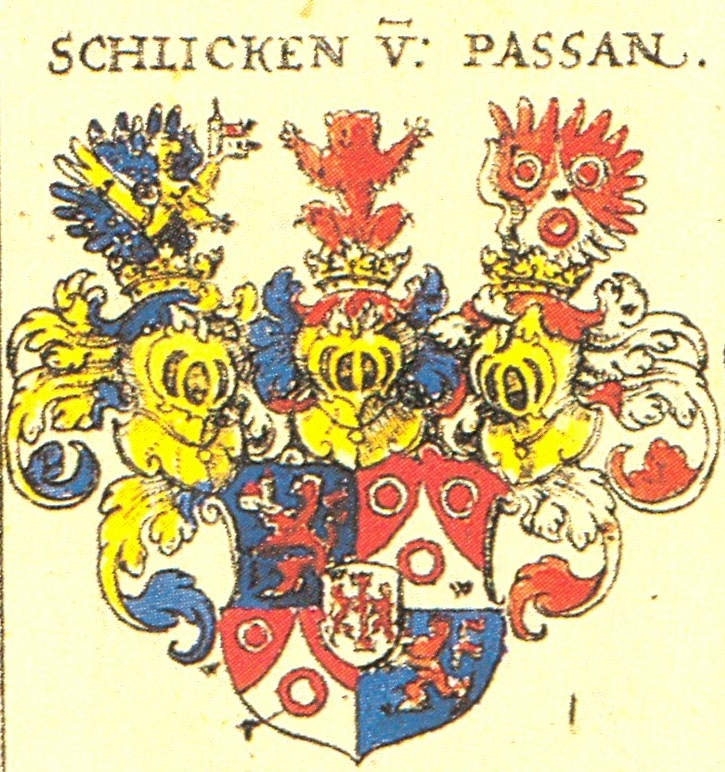
シュリッケンの紋章
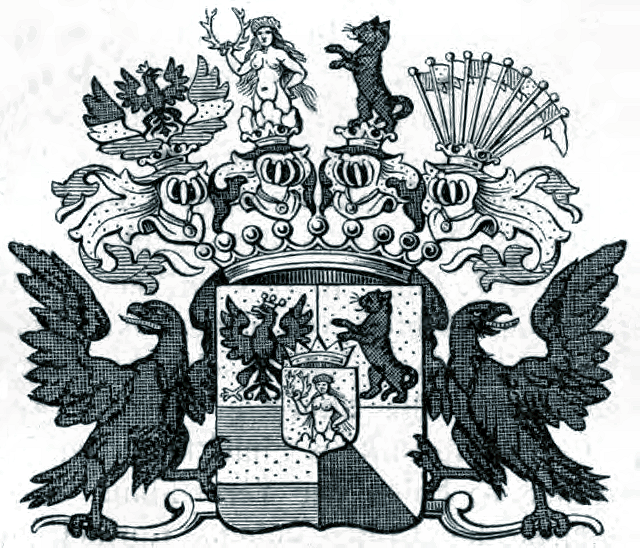
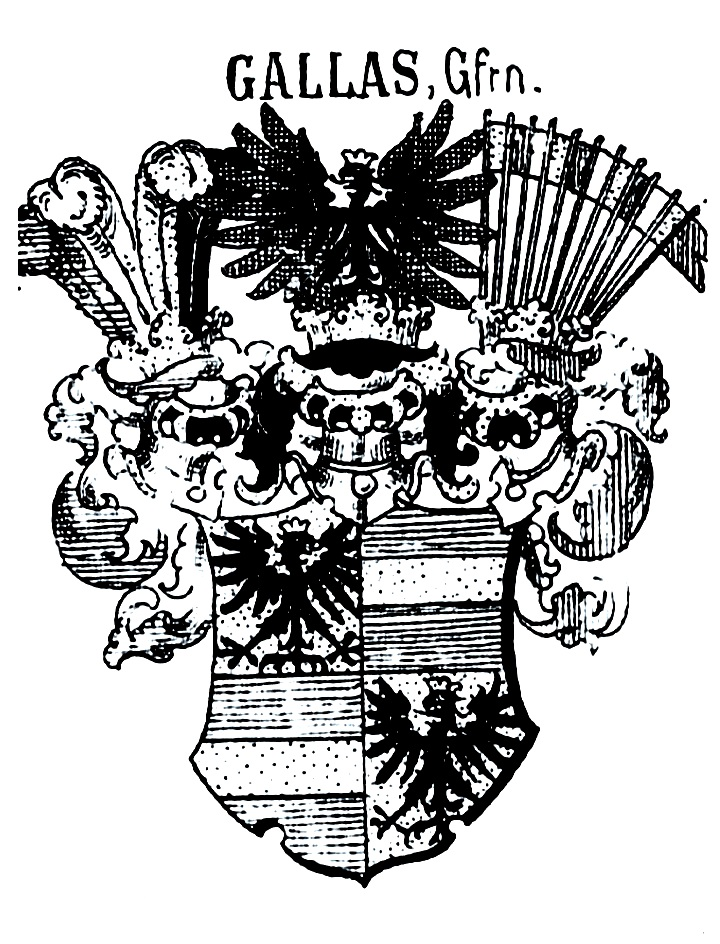
クラム=ガラスの紋章
- ガラスの紋章